# Valcani

Lage von Valcani im Kreis Timiș

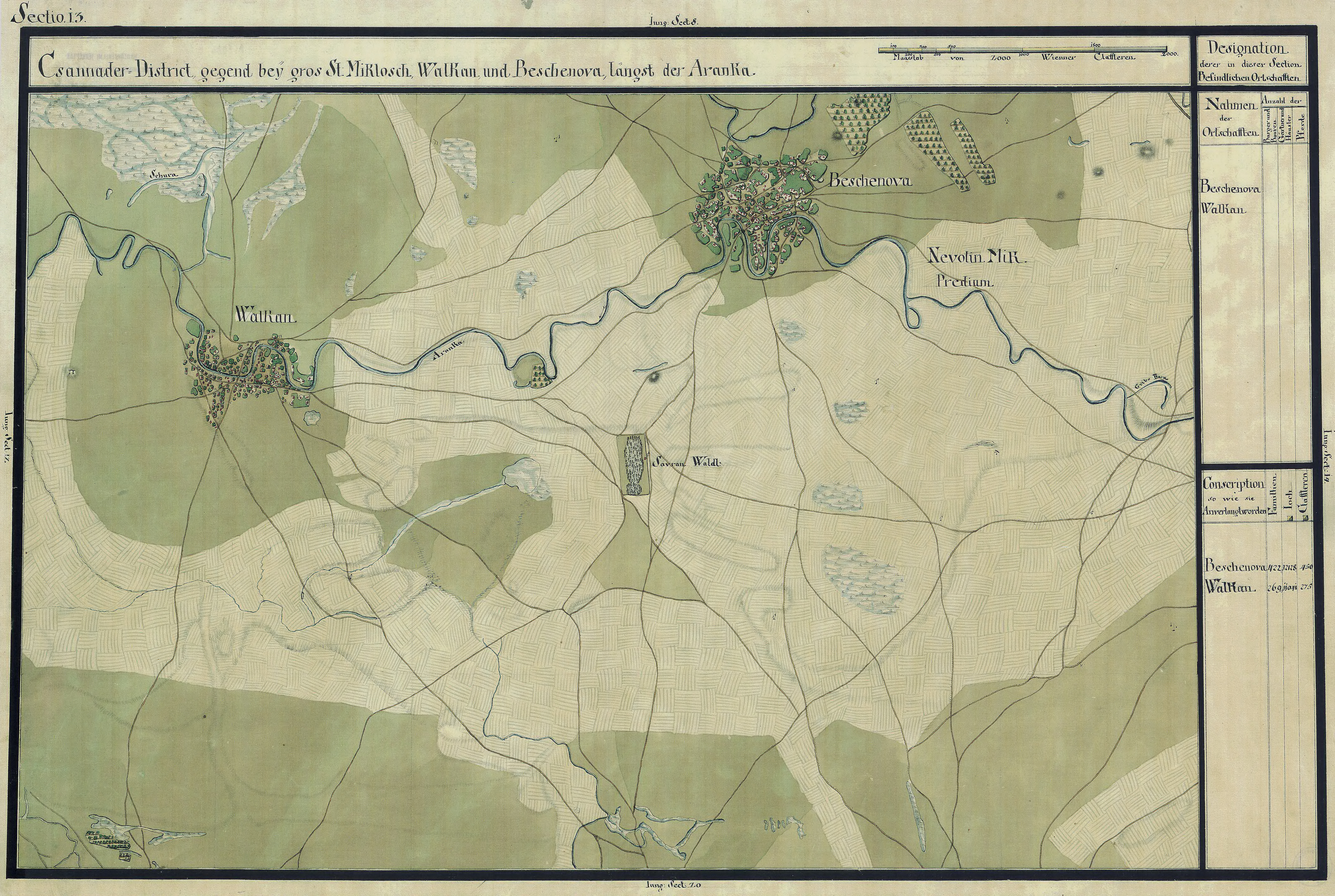
Valcani auf der Josephinischen Landaufnahme (1769–1772)

Valcani oder Vălcani (deutsch Walkan, ungarisch Valkány) ist eine Gemeinde im Kreis Timiș, in der Region Banat, im Südwesten Rumäniens.

## Geografische Lage
Valcani liegt im äußersten Westen des Kreises Timiș, an der Grenze zu Serbien und weist einen Grenzübergang vor. Der Ort befindet sich 20 Kilometer südwestlich von Sânnicolau Mare und ist Endstation der Bahnstrecke Timișoara-Valcani. Die Aranka durchquert den Ort, bevor sie in die Theiß mündet.

## Nachbarorte
| Banatsko Aranđelovo | Colonia Bulgară                             | Dudeștii Vechi |
| Vrbica              | Kompassrose, die auf Nachbargemeinden zeigt | Tomnatic       |
| Jazovo              | Mokrin                                      | Teremia Mică   |

## Geschichte
Valcani wurde 1256 erstmals urkundlich unter der Bezeichnung Villa Kywolkan erwähnt. 1647 gehörte der Ort der Familie Csanád. Nach dem Frieden von Passarowitz (1718), als das Banat eine Habsburger Krondomäne wurde, war Valcani Teil des Temescher Banats. Valcani hatte von 1877 bis 1968 den Status einer Gemeinde, danach gehörte es zur Gemeinde Dudeștii Vechi.
Der Vertrag von Trianon am 4. Juni 1920 hatte die Dreiteilung des Banats zur Folge, wodurch Valcani an das Königreich Rumänien fiel. Nach einem Referendum 2004 wurde Valcani wieder eine eigenständige Gemeinde. Von 1924 bis 1925 hieß der Ort Vălcani.

## Demografie
Die Bevölkerungsentwicklung der Gemeinde Valcani:
| 1880 | 3549 | 2635 | 766  | 128 | 20              |
| 1910 | 4809 | 3007 | 1509 | 136 | 157             |
| 1930 | 3429 | 2644 | 617  | 82  | 86              |
| 1977 | 1731 | 1539 | 149  | 10  | 33              |
| 2002 | 1308 | 1217 | 56   | 3   | 32              |
| 2021 | 1225 | 1150 | 6    | -   | 69 (4 Bulgaren) |

## Persönlichkeiten
- Grațian Sepi (1910–1977), Fußballspieler